# Ed Meier

Ed Meier og Eduard Meier GmbH er en tysk skomagervirksomhed, der blev grundlagt i München i 1596, og det er dermed den ældste eksisterende skomager i verden.

## Historie
Virksomheden blev grundlagt af Hans Mayr, og bliver nævnt første gang i 1596. Mayr leverede særligt sine sko til overklassen. Man var bl.a. leverandør til det saksiske kongehus, huset Hohenzollern-Sigmaringen og siden 1895 også til Kongeriget Bayerns kongehus.
Det var muligt få specialfremstillede sko "til enhver lejlighed og brug" via postordre. Derfor fremstillede Mayr trælæste af kundernes fødder og gemte dem i mindst 30 år. Efterfølgende kunne kunderne vælge deres skomodel ud fra et katalog.
I begyndelsen af 1900-tallet udvidede Wilhelm Eduard Meier virksomheden ved at tilbyde færdigfremstillede luksussko. Efter anden verdenskrig blev firmaet genopbygget fra ruinerne af Eduard Meier 2., som havde arvet virksomheden fra sin fader. For at få skoene til at passe bedre til kundernes fødder anvendte Meier et pedoskop for at se inden i skoen. Resultatet af sine undersøgelser blev pantenteret i "Peduform"-sko.
I dag styres virksomheden af de to søskende Peter Eduard og Brigitte Meier, som 13. generation af foretagendet. Udover sko, så tilbyder de også klassisk herretøj, lædervarer og modeaccessories.